# Тамо и овде
Тамо и овде (енгл. Here and There) је српски филм из 2009. године. Режирао га је Дарко Лунгулов, који је написао и сценарио.
Филм је углавном одигран на енглеском језику, због чега није могао да буде кандидат Србије за награду Оскар, за најбољи играни филм ван енглеског говорног подручја.
Филм је учествовао на бројним домаћим и страним фестивалима, где је освојио велики број награда, а премијерно је приказан 1. марта 2009. године.

## Радња
Роберту, депресивном Њујорчанину и пропалом музичару, стиже решење о принудном исељењу, због неплаћене кирије. Он унајмљује Бранка, емигранта из Србије који ради селидбе, да му помогне.
Пропали њујоршки музичар Роберт пристаје да за новац дође у Београд и ожени се девојком српског емигранта Бранка, како би она добила папире ра улазак у САД. Роберт се међутим ненадано задржава у Београду, где се заљубљује у Бранкову мајку Олгу.

## Улоге
| Глумац               | Улога            |
| -------------------- | ---------------- |
| Дејвид Торнтон       | Роберт           |
| Мирјана Карановић    | Олга             |
| Бранислав Трифуновић | Бранко           |
| Горан Радаковић      | Мирко            |
| Феђа Стојановић      | Тоша Рајковић    |
| Власта Велисављевић  | Конобар Драги    |
| Синди Лопер          | Роуз             |
| Јелена Мрђа          | Ивана            |
| Антон Паган          | Хозе Ескобар     |
| Мирјана Ђурђевић     | Виолета          |
| Макс Кинг            | Џорџ             |
| Фреда Ломски         | Рускиња          |
| Ели                  | Купац аутомобила |
| Лу Лу                | Кинескиња        |